# Franciszek Błociszewski
Franciszek Błociszewski herbu Ostoja (ur. 25 IX 1671 w Wielkopolsce, zm. 10 V 1743 w Jarosławiu) – ksiądz, jezuita, profesor etyki, matematyki, filozofii, prawa kanonicznego, teologii pozytywnej, polemicznej i scholastycznej, prefekt studiów w Kaliszu (1718-1720) i Krakowie (1720-1721) oraz rektor kolegiów jezuickich w: Krośnie (1721-1724), Sandomierzu (1726-1727), Toruniu (1729-1732) i Jarosławiu NMP (1739-1742).

## Życiorys

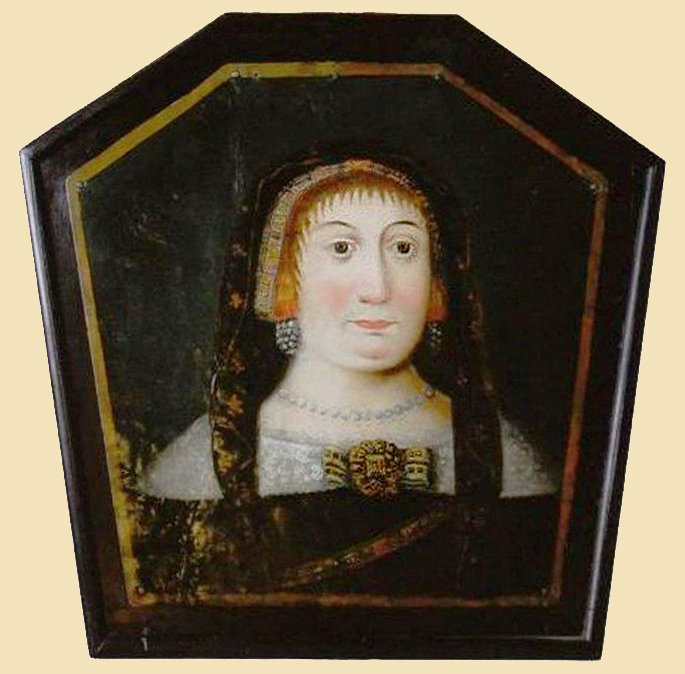
Katarzyna z Bukowieckich Błociszewska, matka ks. Franciszka

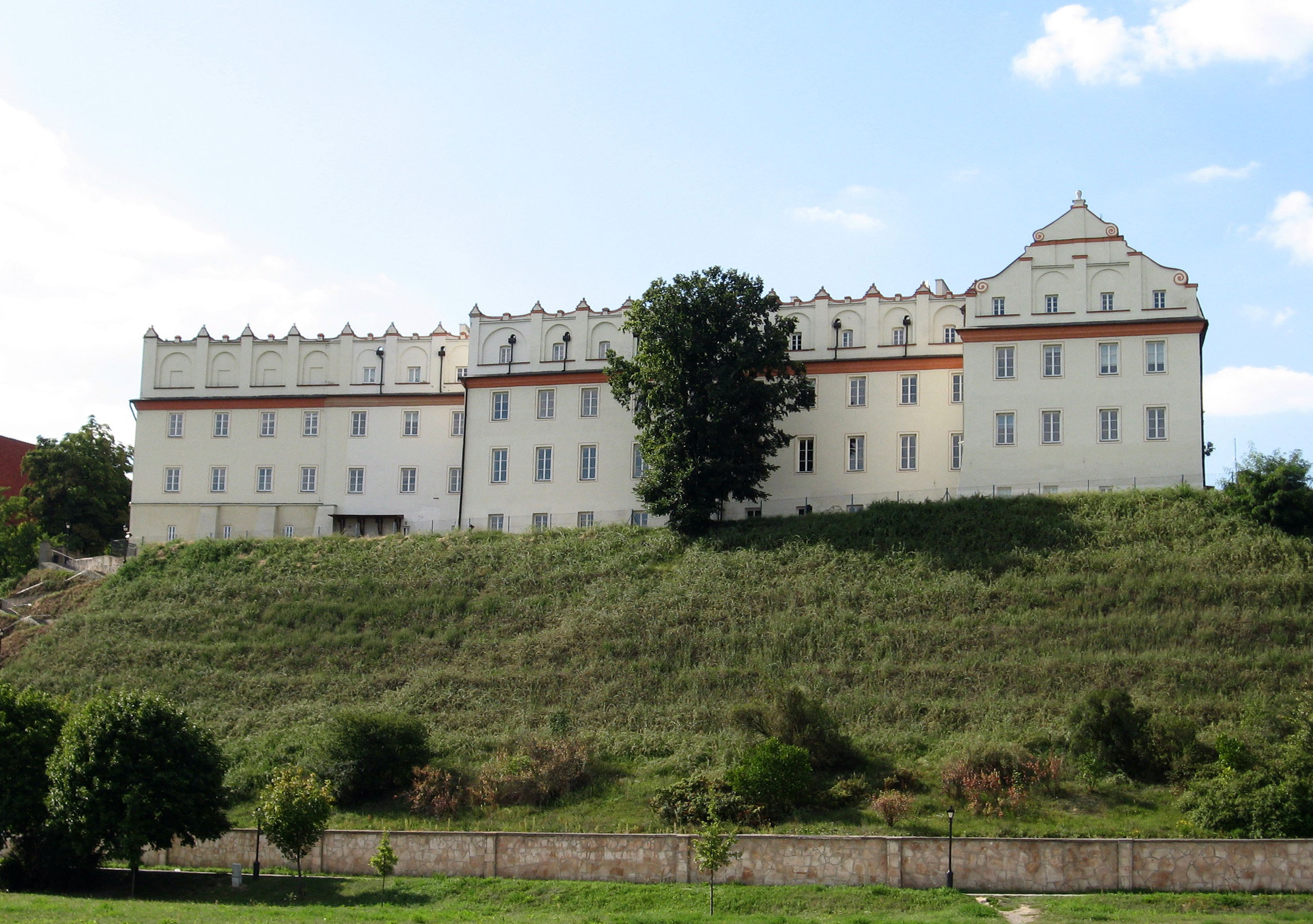
Dawne kolegium jezuickie w Sandomierzu

Franciszek Błociszewski urodził się 25 IX 1671 r. w rodzinie szlacheckiej Błociszewskich h. Ostoja, wywodzącej się z Błociszewa w dawnym pow. kościańskim województwa poznańskiego. Był synem Stanisława i Katarzyny Bukowieckiej, dziedziców wsi Mnichy, Tuczępy, Miłostowo i innych. Miał liczne rodzeństwo, siostry: Ludwikę 1v. Sczaniecką 2v. Bieniewską, cześnikową latyczowską, Katarzynę Kwilecką, Zofię Swieykowską, Annę Soszyńską, Jadwigę Kosicką, Teresę 1v. Główczewską 2v. Drachowską, Konstancję Pomorską oraz dwóch braci: Macieja Franciszka i Krzysztofa. Jego dziadkami byli: Piotr Błociszewski i Jadwiga Prusimska, dziedzice Błociszewa oraz Stanisław Bukowiecki i Marianna Kierska, dziedzice Grońska. W roku 1698, dobra spadłe po rodzicach Franciszek Błociszewski odstąpił bratu Maciejowi.
Franciszek Błociszewski, w roku 1688, wstąpił do zakonu jezuitów. Wyświęcony na kapłana został w roku 1700. W latach 1703–1704 był profesorem etyki i matematyki w Kaliszu, a następnie, do 1709 roku, w Toruniu. Wykładał, w latach 1709–1710, teologię pozytywną i polemiczną w Poznaniu. Był także profesorem teologii scholastycznej i prawa kanonicznego w Krakowie (wykłady prowadził w latach: 1710-1718, 1720-1721 i 1724-1726). Ponadto Franciszek Błociszewski pełnił funkcję prefekta studiów w Kaliszu, w latach 1718–1720 oraz w Krakowie, w latach 1720–1721. Był rektorem w kilku kolegiach jezuickich – w Krośnie (1721-1724), Sandomierzu (1726-1727), Toruniu (1729-1732) i Jarosławiu NMP (1739-1742). W Toruniu Błociszewski, w roku 1730, otworzył i prowadził katedrę fizyki i matematyki, co przyczyniło się do wzrostu znaczenia uczelni. Był także instruktorem III probacji w Jarosławiu w latach 1733–1739. Zmarł w tym mieście dnia 10 V 1743 roku.
Wspomniał go Kasper Niesiecki w „Herbarzu polskim” pisząc o nim:

Franciszek w zakonie Soc. Jesu. po filozoficznych i teologicznych katedrach wsławiony, rektor kolegium krosieńskiego i sandomierskiego.